# Irénée-Charles Peers
Irénée Charles Macaire Peers (Brugge, 6 maart 1818 - 18 februari 1888) was een Belgisch burgemeester.

## Biografie

### Familie
Irénée Peers was de tweede zoon, na Ernest Peers, van Charles-Jean Peers (1761-1819) en Isabelle Dhont (1774-1862). Via de vrouw erfde de familie Peers, samen met de familie Pecsteen, een aanzienlijk fortuin dat geërfd was van de kinderloos gestorven Charles-Jean Dhont de Nieuwburg.
Hij trouwde in 1840 in Sint-Andries met Mathilde de Nieulant et de Pottelsberghe (1820-1846), dochter van Edouard de Nieulant, burgemeester van Sint-Andries. Ze kregen een zoon en een dochter.
- Édouard Peers (1841-1919), burgemeester van Waardamme, trouwde in 1864 in Deurle met jkvr. Amélie de Kerchove de Denterghem (1845-1925), dochter van jhr. Prosper de Kerchove de Denterghem, volksvertegenwoordiger. Ze kregen twee zoons en twee dochters, onder wie baron Albert Peers de Nieuwburgh, met afstammelingen tot heden. Hij kreeg in 1896 vergunning om de Nieuwburgh aan zijn naam toe te voegen.
- Marie-Ernestine Peers (1843-1901), trouwde in 1863 in Brugge met baron Arthur Pecsteen (1834-1895), schepen van Brugge en volksvertegenwoordiger, zoon van baron Gustave Pecsteen, burgemeester van Ruddervoorde en senator. Ze kregen twee zoons en twee dochters, met afstammelingen tot heden.

Hij hertrouwde in 1849 in Sint-Andries met haar zus, Elisa de Nieulant et de Pottelsberghe (1821-1890).
In 1841 verkreeg Peers opname in de erfelijke adelstand.

### Levensloop
Peers was burgemeester van Waardamme. Zijn zoon Édouard bekleedde dit ambt ook.